# پاول کوتسلیچک
پاول کوتسلیچک (انگلیسی: Paul Kozlicek; ۲۲ ژوئیهٔ ۱۹۳۷ – ۲۶ نوامبر ۱۹۹۹) بازیکن فوتبال اهل اتریش بود.
از باشگاه‌هایی که در آن بازی کرده‌است می‌توان به باشگاه فوتبال لاسک و باشگاه فوتبال آدمیرا واکر مودلینگ اشاره کرد.
وی همچنین در تیم ملی فوتبال اتریش بازی کرده‌است.